# Покољ код Васија
Покољ код Васија извршен је 1. марта 1562. године и представља повод за избијање Француских верских (Хугенотских) ратова.

## Покољ
Франсоа Гиз, пролазећи са својим одредом покрај месташца Васи је 1. марта 1562. године побио велики број хугенота који су у једној сушници певали своје химне. Убијено је 23 људи, а око 100 је рањено. Овај догађај оставио је огроман утисак на читаву Француску. Дошло је до разрачунавања са калвинистима у Анхеру, Сансу, Осеру, Туру, Троа и Кагору, упркос одредбама Јануарског едикта. После покоља, Париз је Гиза дочекао као хероја. Убиства у Васију довела су до отвореног сукоба власти и хугенота.